# التدابير في القانون الدستوري السنغافوري

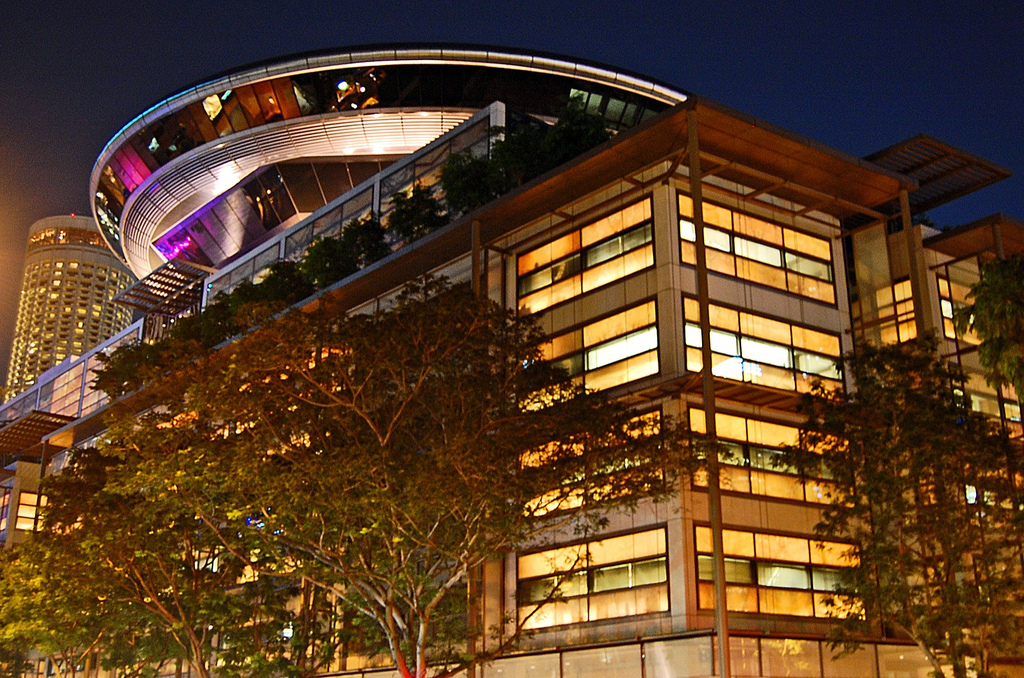
منظر ليلي للمحكمة العليا في سنغافورة.تعتبر الأوامر والإعلانات الامتيازية من بين سبل الانتصاف التي قد تمنحها المحكمة العليا وهي القسم الأدنى في المحكمة العليا في حالة انتهاك الدستور.

التدابير المتاحة في مطالبة دستورية سنغافورية هي الأوامر القضائية -أوامر الإبطال والحظر والإلزامية، وأمر مراجعة الاحتجاز- والإعلان. بما أن دستور جمهورية سنغافورة هو القانون الأعلى لسنغافورة، يمكن للمحكمة العليا أن تعلق أي قانون سُنّ من قبل البرلمان، أو التشريعات الفرعية الصادرة عن الوزير، أو القواعد المستمدة من القانون العام، وكذلك أفعال وقرارات السلطات العامة، التي تكون باطلة لأنها غير مطابقة للدستور. للأوامر الإلزامية تأثير على توجيه السلطات لاتخاذ أفعال معينة وأوامر الحظر التي تمنعهم من التصرف وأوامر القمع التي تبطل أفعالهم أو قراراتهم. يُؤمل من مراجعة أمر الاحتجاز توجيه جهة مسؤولة عن احتجاز شخص للتحقيق مع المحتجز قبل المحكمة العليا كي يكون من الممكن إثبات قانونية الاحتجاز.
تملك المحكمة العليا أيضاً السلطة لمنح الإعلانات لإسقاط التشريعات غير الدستورية. تنص المادة 4 من الدستور على أن التشريعات التي سُنّت بعد بدء الدستور في 9 أغسطس 1965 والتي تتعارض مع الدستور باطلة، لكن محكمة الاستئناف رأت أنه في قراءة هادفة للمادة 4 حتى التشريعات غير المطابقة التي سُنّت قبل بدء الدستور يمكن أن تكون لاغية. 
هناك نوعان آخران من التدابير غير العادية التي يمكن منحها. عندما يُعلن عدم دستورية قانون ما، يجوز لمحكمة الاستئناف تطبيق مبدأ الإلغاء المحتمل لمنع التحيز للمتهم من خلال إسقاط القانون فقط من تاريخ صدور الحكم ولكن الاحتفاظ به فيما يتعلق بأفعال تمت قبل ذلك الحكم. في كندا، رأت المحكمة العليا أن القوانين غير الدستورية يمكن منحها شرعية مؤقتة لمنع الثغرة القانونية الناجمة عن إبطال القوانين حتى يكون لدى الهيئة التشريعية الوقت لإعادة سن القوانين بنمط  دستوري. هذا التدبير لم يطبق بعد في سنغافورة.
الأضرار والأوامر القضائية ليست تدابير متاحة في المطالبات الدستورية في سنغافورة.

## سيادة الدستور
دستور جمهورية سنغافورة هو القانون الأعلى للبلد. وهذا مدعوم بالمادة 4 من الدستور، التي تنص على:
هذا الدستور هو القانون الأعلى لجمهورية سنغافورة وأي قانون مُشرع من قبل المجلس التشريعي بعد بدء هذا الدستور والذي يتعارض مع هذا الدستور، إلى حد عدم المطابقة، يكون باطلاً.
لدى المحكمة السلطة وواجب المحافظة على الأحكام في الدستور. نظراً لأن الدستور هو الأعلى، يمكن للسلطة القضائية أن تعلق أي قانون يضعه البرلمان، أو التشريعات الفرعية الصادرة عن الوزير، أو القواعد المستمدة من القانون العام باعتبارها غير دستورية، وبالتالي لاغية. يمكن الطعن في دستورية قرارات وأوامر السلطات العامة، مثل محكمة الاستئناف التي عقدت في قضية المهندس فونج هو ضد النائب العام (2009).

## سلطة القضاء لمنح التدابير

### صلاحيات المحكمة العليا
تتمتع المحكمة العليا في سنغافورة بسلطة إصدار أوامر قضائية. وتشمل  الأوامر الإلزامية التي يكون لها أثر توجيه السلطات العامة إلى اتخاذ أفعال معينة، وأوامر الحظر التي تمنعهم من التصرف، وأوامر القمع التي تبطل أفعالهم أو قراراتهم. وتملك المحكمة العليا سلطة منح الإعلانات لإسقاط التشريعات غير الدستورية.

### صلاحيات المحاكم الفرعية
لا تملك المحاكم الفرعية «سلطة قضائية متعلقة بالمراجعة القضائية لأي فعل أو قرار متخذ من قبل شخص أو سلطة»، ولا تملك سلطة لمنح أوامر قضائية. يجوز للمحاكم الفرعية منح إعلانات الحقوق مثل المحكمة العليا. ومع ذلك، لا تملك محاكم الصلح سلطة قضائية لسماع المسائل التي لا تشمل على ادعاءات نقدية، فلا يمكنهم إعلان عدم دستورية التشريعات. من ناحية أخرى، يبدو أن محاكم المقاطعات ربما تكون قادرة على القيام بذلك، إذ لا تنطبق عليها القيود، ولا يبدو أن الإعلان عن تشريع لاغٍ يندرج ضمن عبارة «المراجعة القضائية لأي فعل تم أو أي قرار متخذ من قبل أي شخص أو سلطة».
في السابق، بموجب المادة (56أ)من قانون المحاكم الفرعية، عندما يظهر سؤال دستوري في الدعاوى أمام المحاكم الفرعية، يمكن للمحاكم إحالة المسألة إلى المحكمة العليا، وفي هذه الأثناء، توقف الإجراءات. ومع ذلك، هذا لا يعني أن المحاكم الفرعية لم تتمكن من البت في المسائل الدستورية على الإطلاق. في قضية جوهري بن كندي ضد المدعي العام (2008)، رأت المحكمة العليا أنه يجوز للمحاكم الفرعية أن تبت في مثل هذه المسائل عندما تكون المبادئ الدستورية ذات الصلة حددتها بالفعل محاكم عليا. في حالة عدم تحديد المبادئ، يجب إحالة المسألة إلى المحكمة العليا.

### الموقف الحالي فيما يتعلق بالمسائل الجنائية
أُلغيت المادة (56أ) من قانون المحاكم الفرعية بموجب قانون الإجراءات الجنائية لعام 2010 وأصبحت سارية المفعول منذ 2 يناير 2011. بالنسبة للقضايا الجنائية، يكون للقسمين 395 (1) و395 (2)(أ) من قانون الإجراءات الجنائية نفس تأثير المادة (56أ) الملغاة. يمكن إحالة مسائل القانون المتعلقة بالدستور من قبل محكمة فرعية إلى المحكمة العليا لاتخاذ قرار في أي مرحلة من مراحل الإجراءات. في قضية تشي سون خوان ضد المدعي العام (2011)، التي تُعنى بقضية جنائية، رأت المحكمة العليا أنه نظراً لأن المحاكم الفرعية تفتقر إلى سلطة منح أوامر قضائية، فإنها لا تتمتع بالسلطة القضائية للتعامل مع القضايا الموضوعية للطعن الدستوري. يجب إحالة هذه الأسئلة إلى المحكمة العليا ما لم تكن «تافهة، أو... قُدمت لأغراض ضمان أو لتأجيل الإجراءات، أو إذا كانت بطريقة أخرى تشكل إساءة استخدام للعملية». وحذرت المحكمة من استخدام المادة 395 للتحايل على شرط وجوب الحصول على إذن من المحكمة للتقدم بطلب للحصول على أوامر قضائية.
أيضاً يمكن للمحكمة الفرعية أن تضع مسألة قانونية مباشرةً في محكمة الاستئناف، وبالتالي تجاوز المحكمة العليا. لا يقتصر هذا الإجراء على المسائل الدستورية القانونية.

## الموقف الحالي فيما يتعلق بالمسائل المدنية
بالنسبة للمسائل المدنية، يعني إلغاء المادة (56أ) أن قانون المحاكم الفرعية لم يعد يشترط إحالة المسائل الدستورية إلى المحكمة العليا. ومع ذلك، ما يزال هذا ضرورياً في إجراءات محكمة الصلح لأن هذه المحاكم تفتقر إلى السلطة القضائية للتعامل مع المسائل الدستورية، كما ذُكر أعلاه. بافتراض أنه يمكن طلب الإعلانات من محاكم المقاطعات، يجوز استئناف القرارات التي اتخذتها هذه المحاكم أمام المحكمة العليا ومحكمة الاستئناف بالنمط المعتاد. بدلاً من ذلك، يتقدم طرف بطلب إلى المحكمة العليا للاستماع إلى المسألة الدستورية في قضية منفصلة.